# Die Siedler – Das Erbe der Könige
Die Siedler – Das Erbe der Könige ist ein Echtzeit-Strategiespiel und der fünfte Teil der Siedler-Spielereihe. Das Spiel wurde von Blue Byte für Windows entwickelt und von Ubisoft am 25. November 2004 in Deutschland veröffentlicht. Es ist das erste Spiel der Reihe, das vollständig in 3D-Grafik umgesetzt ist und sich mit dreh- und zoombarer Kamerasicht von den Vorgängern abhebt. Auch spielerisch unterscheidet sich dieser Teil deutlich von seinen Vorgängern, da der Fokus des Spielgeschehens weniger auf Warenkreisläufen, die auf ein Minimum reduziert wurden, als vielmehr auf dem raschen Sammeln von Ressourcen, der Produktion von Militäreinheiten und Echtzeitkämpfen liegt.
Das Spiel war ein kommerzieller Erfolg, erhielt aber von Fachpresse und Fans ein gemischtes Echo. Die Grafik, Musik und Soundeffekte wurden durchgehend gelobt, aber die Abkehr vom traditionellen Spielprinzip der Reihe, sowie Schwächen bei der KI und im Missionsdesign erfuhren deutliche Kritik. Bald nach der Veröffentlichung erschienen zwei Erweiterungen, die noch vor Ablauf eines Jahres mit dem Grundspiel zu einer Gold-Edition zusammengefasst wurden. Im November 2018 brachte Ubisoft das Spiel als History-Edition ein weiteres Mal neu auf den Markt, mit lediglich kleinen Anpassungen an die technische Weiterentwicklung der Windows-Plattform und für höher aufgelöste Bildschirme.

## Spielprinzip
Das Grundgebäude des Spiels ist die Burg, die auch zu einer Festung und zu einer Zitadelle ausgebaut werden kann. Wird diese zerstört, so verliert der Spieler das Spiel. In ihr können die ersten Siedler, die Leibeigenen, erworben werden, die zwar keine Steuern zahlen, aber als einzige Einheiten dazu in der Lage sind, Gebäude zu bauen und zu reparieren, Holz zu sammeln sowie andere Rohstoffe ohne das Errichten von Minen abzubauen. Ein weiterer Grundgebäudetyp sind die Dorfzentren, die nur auf fest vorgegebenen Siedlungsplätzen errichtet werden können und ein Limit für die Anzahl aller Einwohner in der Siedlung des Spielers, inklusive der Militäreinheiten, setzen. Jedes Dorfzentrum bietet dabei Platz für 75 Siedler, kann aber zweimal, erst zu einem Gemeindezentrum und dann zu einem Stadtzentrum, ausgebaut werden, wodurch sich das Bevölkerungslimit um jeweils weitere 25 Siedler erhöht.
Es gibt sechs verschiedene Ressourcen, die fünf Rohstoffarten Lehm, Holz, Stein, Eisen und Schwefel sowie Geld (Taler), die zum Bau und Ausbau von Gebäuden, für die Forschung sowie für das Rekrutieren von Militäreinheiten benötigt werden. Taler erhält der Spieler durch Steuereinnahmen, die alle 120 Sekunden von allen Siedlern bis auf die Leibeigenen und die Militäreinheiten entrichtet werden. Holz kann nur von Leibeigenen geschlagen werden. Lehm, Stein, Eisen und Schwefel können auch in fest vorgegebenen Rohstoffschächten bzw. Steinbrüchen durch das Errichten von Minen gefördert werden. Alle diese Ressourcen stehen dem Spieler nach ihrer Gewinnung sofort zur Verfügung und müssen nicht erst, so wie man es aus den vorherigen Teilen der Spielereihe kennt, durch Träger in Lagerhäuser gebracht werden. Ebenfalls neu ist, dass bereits gewonnene Rohstoffe durch zugehörige Gebäude (Ziegelhütte, Sägemühle, Schmiede, Alchimistenhütte und Steinmetzhütte) veredelt werden können, wodurch sie sich sehr effektiv vermehren lassen. Auch ist es möglich, eine Bank zu bauen, deren Schatzmeister für die Vermehrung der Taler sorgen, sowie einen Marktplatz zu errichten, auf dem Ressourcen gegen andere Ressourcen getauscht werden können.
Eine weitere Neuerung ist die Forschung, die durch den Bau einer Hochschule ermöglicht wird. Erst wenn bestimmte Technologien (Konstruktion, Alchemie, Bildung, Wehrpflicht etc.) erforscht wurden, können neue Gebäude gebaut und bereits bestehende Gebäude bis zu zweimal aufgewertet werden. Dies gestattet es, beispielsweise mehr Siedler in einem Gebäude arbeiten zu lassen, die Siedler effizienter arbeiten zu lassen oder auch weitere Technologien in anderen Gebäuden zu erforschen. Ebenfalls können durch das Forschen neue Militäreinheiten rekrutiert oder aufgewertet werden.
Alle zivilen Siedler, ausgenommen die Leibeigenen, müssen mit einem Schlafplatz in einem Wohnhaus und einem Essensplatz in einem Bauernhof versorgt werden, um bei Laune gehalten zu werden. Die Nähe dieser beiden Gebäude zu den Arbeitsplätzen der jeweiligen Siedler wirkt sich dabei wesentlich auf die Effizienz der Arbeiter aus, da diese durch kürzere zu laufende Wege schneller und somit länger wieder an die Arbeit gehen können. Weiterhin ist es möglich, die Motivation der Siedler durch das Errichten von Zierobjekten und einer Kapelle, die bis zu einer Kathedrale ausgebaut werden kann, zu erhöhen. Auch können Überstunden und hohe Steuern angeordnet werden, was sich jedoch negativ auf die Motivation auswirkt.
Der militärische Teil des Spiels umfasst vier Militärgebäude (Kaserne, Schießplatz, Stall und Kanonengießerei) in denen sieben verschiedene Einheitentypen rekrutiert werden können: Schwertkämpfer, Speerträger, Schützen, leichte Kavallerie, schwere Kavallerie, leichte Kanonen und schwere Kanonen. Außer den Kanonen können alle diese Einheitentypen durch diverse Technologien zu stärkeren Versionen dieser Einheitentypen wie etwa Breitschwertkämpfern, Lanzenträgern, Langbogenschützen etc. aufgewertet werden. Rekrutiert der Spieler eine dieser Einheiten, so erhält er zunächst einen Hauptmann, dem dauerhaft ein Sold bezahlt werden muss und der je nach technologischem Fortschritt und Einheitentyp vier bis acht Soldaten befehligt (Kanonen gibt es nur einzeln). Die Hauptmänner können im Kampf Ränge aufsteigen und gefallene Soldaten an den jeweiligen Militärgebäuden durch Nachrekrutierung ersetzen. Neben den normalen Militäreinheiten stehen dem Spieler auch sechs verschiedene Helden zur Verfügung (drei weitere sind im Hauptspiel fast gänzlich dem Mehrspielermodus vorbehalten), die meist mächtige Angriffsfähigkeiten besitzen. Im Bedarfsfall können auch Leibeigene zu den Waffen gerufen werden, die daraufhin Milizen bilden, und die Alarmglocken geläutet werden, woraufhin sich die Arbeiter in Gebäude flüchten und die Feinde von dort aus beschießen. Zudem ist es möglich, Aussichtstürme zu errichten, die zu Ballistatürmen bzw. Kanonentürmen aufgewertet werden können. Weiterhin ist das Wetter ein militärischer Faktor, da es den verschiedenen Spielparteien nicht möglich ist, Flüsse oder Seen zu überqueren. Um dies dennoch zu gewährleisten, kann eine Wettermaschine, bestehend aus einem Wetterkraftwerk und einem Wetterturm, gebaut werden, die beispielsweise dazu in der Lage ist, den Winter oder den Sommer herbeizuführen, wodurch diese Gewässer dann gefrieren oder auftauen und somit überquerbar oder eben nicht mehr überquerbar sind.
Das Hauptspiel enthält insgesamt 14 verschiedene zivile Siedler-Typen, 20 verschiedene Militäreinheiten und 57 Gebäude (Aufwertungen eingeschlossen). Zusätzlich können 12 verschiedene Zierobjekte errichtet werden.

## Spielmodi
Der Einzelspielermodus des Hauptspiels bietet eine 15 Missionen umfassende Kampagne und mehrere alleinstehende Missionen. In der Kampagne übernimmt der Spieler die Geschicke eines jungen Mannes namens Dario, dessen Dorf eines Tages von schwarzen Rittern überfallen wird. Als Dario der Ursache des Überfalls auf den Grund geht, findet er heraus, dass er der Sohn des ehemaligen Königs Keron ist, dessen Reich einst in acht Fürstentümer zerfiel. Auch bringt er in Erfahrung, dass die schwarzen Ritter auf Befehl ihres Anführers Kerberos das Land verheeren, da dieser ihnen aufgetragen hatte die Teilstücke eines mächtigen Orbs zu finden, dessen Besitzer rechtmäßigen Anspruch auf den Königsthron hätte. Dario tut sich daraufhin mit einigen Gefährten zusammen und sie beschließen das Königreich wiederzuvereinen sowie dem finsteren Treiben Kerberos’ ein Ende zu setzen.
Im Mehrspielermodus können über LAN oder Internet einige zur Verfügung gestellte Karten gespielt werden. Die Spieler können dabei zwischen drei verschiedenen Siegbedingungen wählen. Für den Eroberungssieg müssen alle feindlichen Hauptquartiere zerstört werden, für den Technologiesieg müssen alle Forschungen in der Hochschule bzw. Universität erforscht werden und für den Punktesieg müssen alle Spielparteien innerhalb einer Stunde so viele Punkte wie möglich sammeln, wobei die Partei mit den meisten Punkten gewinnt.
Die Aktionen der Computergegner des Spiels basieren nur auf einfachen Scripten (Lua), anstatt auf einer „vollwertigen“ KI, weshalb es auf den Mehrspielerkarten nicht möglich ist ein freies Spiel gegen Computergegner zu spielen (diese bleiben untätig).

## Die Siedler: Das Erbe der Könige – Nebelreich
Die erste Erweiterung des Spiels erschien am 24. März 2005 unter dem Titel Die Siedler: Das Erbe der Könige – Nebelreich. Für den internationalen Markt ergänzte man den Spieltitel deutlich schlichter einfach nur mit Expansion Disc. Sie enthält neue Einzel- und Mehrspielerkarten sowie eine neue, neun Missionen umfassende Kampagne, bei der ein mysteriöses Nebelvolk besiegt werden muss, das in das Siedler-Königreich einfällt. Durch das Errichten einer Architektenstube ist es dem Spieler nun auch möglich an vorgegebenen Plätzen Brücken zu bauen. Zwei weitere neue Gebäude sind die Büchsenmacherei, die es erlaubt auf dem Schießplatz den neuen Einheitentyp der Scharfschützen auszubilden und die Taverne, in welcher der Spieler Kundschafter und Diebe anheuern kann. Die Kundschafter sind durch ein Fernglas besonders effektiv darin, die Karte auszukundschaften. Zudem können sie die Richtung anzeigen, in der noch unentdeckte Rohstoffvorkommen liegen und unüberwachte Gebiete (Nebel des Krieges) durch Fackeln eine Zeit lang erleuchten. Diebe können dafür verwendet werden Waren zu stehlen, oder Brücken und Gebäude durch Sabotage zum Einsturz zu bringen.
Weiterhin wurden zwei neue Helden für den Einzelspielermodus und eine neue Heldin für den Mehrspielermodus sowie Söldnerquartiere, in denen man gegen Taler Soldaten anwerben kann und umnebelte Flüsse eingeführt, die im Winter nicht zufrieren Auch wurde ein Karteneditor mitgeliefert, der es den Spielern erlaubt eigene Karten zu erstellen.

## Die Siedler: Das Erbe der Könige – Legenden
Am 1. September 2005 folgte die zweite Erweiterung Die Siedler: Das Erbe der Könige – Legenden. Diese bietet neben neuen Einzel- und Mehrspielerkarten drei neue Kampagnen mit jeweils vier Missionen und eine neue Kampagne mit fünf Missionen, in denen es meist darum geht Barbaren zu bekämpfen. Einzig die Kampagne Das Böse in mir hebt sich von diesem Schema ab. In ihr nimmt der Spieler die Geschicke des schwarzen Ritters Kerberos in die Hände, der zusammen mit den beiden anderen bösen Helden aus dem Hauptspiel (dort waren diese drei Bösewichte nur im Mehrspielermodus verfügbar, wobei Kerberos in einer Mission gespielt werden konnte) einen Plan schmiedet, um Dario vom Thron zu stürzen. Zudem wurde der Karteneditor erweitert, der nun einige vereinfachende Funktionen wie beispielsweise den Texturen-Pinsel oder den Zufallskartengenerator bereitstellt.

## Weitere Veröffentlichungen
Zu dem Spiel erschienen zwei Gold-Editionen. Die englische Version erschien am 16. September 2005 und enthält das Hauptspiel sowie die erste Erweiterung Nebelreich. Die deutsche Version wurde am 10. November 2005 veröffentlicht und beinhaltet das Hauptspiel, beide Erweiterungen sowie eine Soundtrack-CD. Bedingt durch die beiden mitenthaltenen Erweiterungen, benötigt diese Version der Gold-Edition mit mindestens 2 GB, im Vergleich zum Hauptspiel, die doppelte Menge an freien Festplattenspeicherplatz. Für den internationalen Markt erschien 2006 eine Complete-Version, die ebenfalls das Hauptspiel und beide Erweiterungen enthielt. Zudem erschien das Spiel am 22. Juli 2008 auf Steam und am 15. September 2009 auf GOG.com.
Am 15. November 2018 wurde das Spiel, samt beiden Erweiterungen, als History Edition wiederveröffentlicht. Eine technische Überarbeitung durch den Entwickler ermöglichte mit der Neuveröffentlichung, den fünften Teil der Reihe erstmals auch mit höherer Bildauflösung bis zu 4K zu spielen. Mehrere dazu erschienene Testberichte kritisierten jedoch Schwächen bei der Darstellung am Bildschirm. Die Schriftgröße wird nicht korrekt hochskaliert, so dass bei höchster Auflösung die Beschriftung von Schaltflächen und die Missionstexte kaum noch lesbar sind.

## Entwicklung
Der Entwicklung ging eine umfassende Analyse von Meinungen aus Presse und Fans voraus. Nachdem das Entwicklungsstudio Blue Byte im Februar 2001 durch die französische Ubisoft übernommen worden war, kurz vor Veröffentlichung von Siedler IV, des unmittelbaren Vorgängers in der Siedler-Serie, wollten die neuen Eigentümer die vor allem auf dem deutschen Markt erfolgreiche Reihe stärker international ausrichten. Nach durchwachsenen Kritiken am vierten Teil in den USA, aber auch mit Blick auf die wachsende Unzufriedenheit unter deutschen Fans, wegen der großen Ähnlichkeit des vierten mit dem dritten Teil, begann die Entwicklung des fünften Teils mit einem Findungsprozess.
Es wurde ein Team aus mehr als 30 Entwicklern um Chefprogrammierer Dietmar Meschede und Chefdesigner Andreas Suika zusammengestellt, das sowohl aus gestandenen Veteranen aus der Entwicklung vorheriger Siedler-Spiele, als auch aus neuen Designern, Grafikern und Programmierern in Mülheim an der Ruhr und Bukarest bestand. Projektleiter Benedikt Grindel versprach im Juni 2002: „Der neue Titel wird viele Innovationen und Neuheiten enthalten und nicht lediglich ein fünfter Teil der Serie sein.“ Aus diesem Grund sollte das Spiel auch nicht einfach als Siedler V, sondern mit einem vom bisherigen Schema abweichenden Namen erscheinen. In der offiziellen Ankündigung des Spiels hieß es weiter: „Konflikte zwischen den Völkern bzw. Spielern werden auf eine völlig neuartige Weise ausgetragen. Die 3D-Technologie ist dabei lediglich ein weiteres Instrument für radikale Veränderungen, die einen wirklichen Innovationssprung für das Gameplay von Die Siedler bedeuten werden“.
Im Oktober 2002 berichtete Ubisoft, ein Abkommen mit Criterion Software geschlossen zu haben. Für das kommende Siedler-Spiel werde eine neue Spieleengine auf Basis von Criterions RenderWare Graphics eingesetzt, die Pixel-Shader 2.0 und DirectX 9.0c beherrschte.
Um die ambitionierten Pläne, das neue Spiel als Cross-Plattform-Titel nicht nur für Windows, sondern gleichzeitig auch für gängige Konsolen wie PlayStation 2 und Nintendo GameCube entwickeln zu lassen, die Ubisoft kurz nach der Übernahme von Blue Byte vor allem in englischsprachigen Medien verkündet hatte, wurde es bald wieder still. Im Jahr 2003 verlegte man Blue Byte vom bisherigen Stammsitz nach Düsseldorf, an den deutschen Hauptsitz von Ubisoft. Im Frühjahr 2004 ließ man verlauten, dass mit Thomas Häuser als Technical Director, Thomas Friedmann als Creative Director und Thorsten Knop als Art Director auch mehrere selbstständige Consultants das Entwicklungs-Team ergänzt hätten und man habe sich im Rahmen der Internationalisierungsstrategie vom amerikanischen Designer Bruce Milligan unterstützen lassen, der in Vergangenheit schon mit Designer-Größen wie Bruce Shelley, Sid Meier und Brian Reynolds zusammengearbeitet hatte. Einige Komponenten des Multiplayer-Modus würden außerdem im Ubisoft-Studio in Montreal, Kanada entwickelt.
Am 10. November veröffentlichte Ubisoft eine zuvor angekündigte Singleplayer-Demo als Download für Windows-PCs auf seiner Website. Das etwa 400 MB große Datenpaket enthielt das komplette Tutorial sowie eine vollständige Mission der Kampagne. Etwa zwei Wochen später, am 25. November 2004 kam in Deutschland die Vollversion in den Handel. Internationale Spieler mussten sich bis Februar 2005 noch ein paar Monate länger gedulden.
Mitte Dezember 2004 erschien ein Patch für die Demo, der sie um Multiplayer-Funktionen ergänzte. Ende Januar 2005 folgte unter Nummer 1.01 der erste Patch für das Hauptspiel. Neben Fehlerbehebungen hatten die Entwickler auch nochmal Veränderungen am Interface und der Steuerung vorgenommen, sowie – in Reaktion auf Rückmeldung der ersten Spieler, die Stärken der Einheiten neu ausbalanciert. Einen Tag vor Weihnachten 2005 brachte Ubisoft mit dem sechsten und letzten Patch das Spiel auf die Version 1.06.

## Musik und Sprecher
Die Musik wurde von Michael Pummell komponiert. Als Sprecher wurden Hans Holzbecher, Hansgerd Kilbinger, Karlheinz Tafel, Katharina Padleschat, Markus von Hagen, Oliver Kalkofe (als Mentor) und Stephan Schleberger engagiert. In der Erweiterung Nebelreich waren auch Silke Haupt und Tom Zahner zu hören. Für die zweite Erweiterung Legenden verzichteten die Macher auf gesprochene Texte in den Videosequenzen.
Als Titelsong für das Spiel hat die finnische Musikgruppe Apocalyptica die Ballade „Bittersweet“ aus ihrem 2005 mit dem Bandnamen als Titel veröffentlichten Album beigetragen. An der musikalischen Zusammenarbeit zwischen Ubisoft und Universal Music waren neben Apocalyptica auch die mit der Band befreundeten Künstler Lauri Ylönen von The Rasmus und Ville Valo von HIM beteiligt. Unabhängig von der Veröffentlichung des Spiels, aber etwa zeitgleich, wurde der Song als erste Singleauskopplung des neuen Albums veröffentlicht und erreichte neben dem ersten Platz in Finnland und Platz 6 in Deutschland auch in weiteren europäischen Ländern hohe Platzierungen in den Musikcharts.

## Verkaufszahlen, Auszeichnungen und Kritik
Knapp einen Monat nach der Veröffentlichung von Die Siedler: Das Erbe der Könige, gab Ubisoft Deutschland bekannt, dass das Spiel für über 100.000 verkaufte Exemplare den Gold-Award-Status erreicht hat und dass dadurch die Verkaufszahlen von Die Siedler IV im vergleichbaren Zeitraum nach der Veröffentlichung übertroffen wurden. Nach fünf Wochen wurden in Deutschland bereits 220.000 Exemplare verkauft. Ein Platin-Award für 250.000 abgesetzte Einheiten folgte. In der Jahreshitliste von Media Control belegte das Spiel den fünften Platz in der Kategorie „PC-Spiele zum Vollpreis“, womit es das bestverkaufteste Strategiespiel des Jahres 2004 ist. Bis 2006 wurden weltweit 500.000 Exemplare von Die Siedler: Das Erbe der Könige verkauft, von denen 350.000 in Deutschland erworben wurden.
Auf der Games Convention 2004 in Leipzig wurde Die Siedler: Das Erbe der Könige zum besten PC-Spiel gekrönt. Zudem erhielt es dort eine Nominierung für die beste PC-Grafik. Bei der Verleihung des Deutschen Entwicklerpreises 2005 gewann das Spiel die Kategorien „Beste Cutscenes“ und „Bestes Strategiespiel“. Die Erweiterung Nebelreich belegte bei selbiger Veranstaltung den zweiten Platz in der Kategorie „Bestes PC-Spiel/Midprice & Add-on“.
Ungeachtet der Auszeichnungen und des kommerziellen Erfolgs erhielt das Spiel eher unterdurchschnittliche Bewertungen. Vor allem im Vergleich zu seinen Vorgängern schneidet es bei der Rezensionsdatenbank Metacritic mit einem Wert von 58 % aus 29 Rankings nur mittelmäßig ab. Kritiker verübeln den Entwicklern, dass sie die aus Vorgängern der Spielereihe bekannten Warenkreisläufe im fünften Teil stark reduziert und den Schwerpunkt vom Aufbauspiel auf die Steuerung von Helden, das Management von Truppen und taktische Echtzeitschlachten verlegt haben.